# Uwe-Peter Lestin
Uwe-Peter Lestin (* 8. September 1943 in Lüchow) ist ein deutscher Politiker (SPD).

## Ausbildung und Beruf
Nach dem Abitur studierte Lestin für das Lehramt an Grund- und Hauptschulen in Lüneburg. Von 1968 bis 1972 war er Lehrer an einer Schule im Landkreis Rotenburg (Wümme), danach bis 1981 Schulleiter im Landkreis Lüchow-Dannenberg und anschließend bis zu seiner Wahl in den Landtag Leiter einer Grundschule in Braunschweig.

## Politik
Seit 1971 ist Lestin Mitglied der SPD. Seit 1986 ist er Ratsherr und von 1990 bis 2021 war er Bürgermeister der Gemeinde Schwülper. Daneben ist er seit 1986 im Rat der Samtgemeinde Papenteich vertreten und war von 1991 bis 2004 dortiger Bürgermeister. Außerdem gehörte er von 1996 bis 2016 dem Kreistag des Landkreises Gifhorn an und war von 1998 bis 2008 Mitglied des Niedersächsischen Landtags. Bis 2022 war er zudem 1. Vizepräsident des Niedersächsischen Städte- und Gemeindebundes (NSGB) sowie Vorsitzender des NSGB im Bezirk Braunschweig.

## Auszeichnungen
- 2016: Bundesverdienstkreuz am Bande[5]